# لي جو هو
لي جو هو (هانغل: 이주호؛ من مواليد 17 فبراير 1961) هو اقتصادي كوري جنوبي شغل منصب القائم بأعمال رئيس كوريا الجنوبية من مايو إلى يونيو 2025 وشغل منصب رئيس وزراء كوريا الجنوبية بالإنابة منذ مايو 2025. كما شغل منصب نائب رئيس الوزراء ووزير التعليم منذ عام 2022.
وهو أستاذ في كلية KDI للسياسات العامة والإدارة. من 1 مايو 2025 إلى 4 يونيو 2025، بعد عزل الرئيس يون سوك يول، واستقالة رئيس الوزراء هان دوك سو، واستقالة وزير الاقتصاد تشوي سانغ موك لاحقًا، كان لي رئيسًا بالنيابة لكوريا الجنوبية، ورئيسًا للوزراء بالإنابة، ونائبًا لرئيس الوزراء، ووزيرًا للتعليم في نفس الوقت.

## السيرة
وُلِد لي جو هو في مقاطعة تشيلجوك ، مقاطعة شمال جيونج سانج، كوريا الجنوبية في 17 فبراير 1961.
حصل لي على ثلاث درجات في الاقتصاد - بكالوريوس وماجستير من جامعة سيول الوطنية ودكتوراه من جامعة كورنيل. 
عمل أستاذًا في معهد كوريا للتنمية قبل دخوله الجمعية الوطنية السابعة عشرة كممثل نسبي في عام 2004. في يناير 2009، شغل منصب النائب الأول لوزير التعليم والعلوم والتكنولوجيا في حكومة لي ميونج باك ، ووزيرًا في عام 2010، وشغل هذا المنصب حتى عام 2013. تم تعيينه وزيرًا مرة أخرى في عام 2022 في حكومة يون سوك يول.
بصفته وزيرًا، أشرف لي على العديد من التغييرات التعليمية المهمة. أسس برنامج مدرسة نيولبوم، الذي وفّر رعاية مجانية بعد الدوام المدرسي لطلاب المرحلة الابتدائية، وأشرف على جهود زيادة الالتحاق بكليات الطب بمقدار 2000 مقعد، والتي فشلت في النهاية. كما دعا إلى استخدام الكتب المدرسية الرقمية، وخاصةً الكتب المدرسية القائمة على الذكاء الاصطناعي التي طُرحت هذا العام الدراسي.
في 2 مايو 2025، صعد لي إلى الرئاسة ورئاسة الوزراء، والذي جاء بعد الاستقالات المفاجئة للرئيس بالإنابة ورئيس الوزراء السابق، هان دوك سو ونائب رئيس الوزراء، تشوي سانغ موك. بصفته رئيسًا بالإنابة، وجه لي الجيش برفع مستوى استعداده إلى "أعلى مستوى"، ودعا إلى استعدادات دقيقة لضمان إجراء الانتخابات الرئاسية في 3 يونيو "بشكل منظم" و"عادل". كما وجه لي وزير الدفاع بالإنابة كيم سون هو بالإشراف الدقيق على المراقبة العسكرية والاستعداد ورفع مستوى الاستعداد العسكري للبلاد إلى أعلى مستوى، ليكون قادرًا على الاستجابة "بسرعة وحزم" لأي وجميع أنواع الاستفزازات، كما وجه جميع الموظفين العموميين بالحفاظ على الانضباط الصارم عندما يتعلق الأمر بعملهم والحياد السياسي قبل الانتخابات الرئاسية.
اعتبارًا من 4 يونيو 2025، سيستمر في العمل كرئيس وزراء بالإنابة بعد الانتخابات الرئاسية لعام 2025 حتى يتم تعيين رئيس الوزراء المعين من قبل لي جاي ميونج، كيم مين سوك، رسميًا.